# بمب‌گذاری کپنهاگ (۱۹۸۵)
در ۲۲ ژوئیه ۱۹۸۵، دو بمب در یک حمله تروریستی در کپنهاگ، دانمارک منفجر شد. یکی از بمب‌ها در نزدیکی کنیسه بزرگ و یک خانه سالمندان و مهدکودک یهودی و دیگری در دفاتر خطوط هوایی نورت‌وست ایرلاینز منفجر شد. حداقل یک بمب دیگر که برای دفاتر خطوط هوایی ال‌عال برنامه‌ریزی شده بود، کشف شد.
در این حملات یک نفر کشته و ۲۶ نفر زخمی شدند.
فلسطینی‌های مقیم سوئد، ابو طالب و مارتن ایماندی، به دلیل این بمب‌گذاری‌ها که بخشی از یک سری حملات در سال‌های ۱۹۸۵ و ۱۹۸۶ بودند، در سوئد به حبس ابد محکوم شدند، در حالی که دو همدست دیگر به مجازات‌های کمتری از یک تا شش سال زندان محکوم شدند.

## بمب‌گذاری‌ها

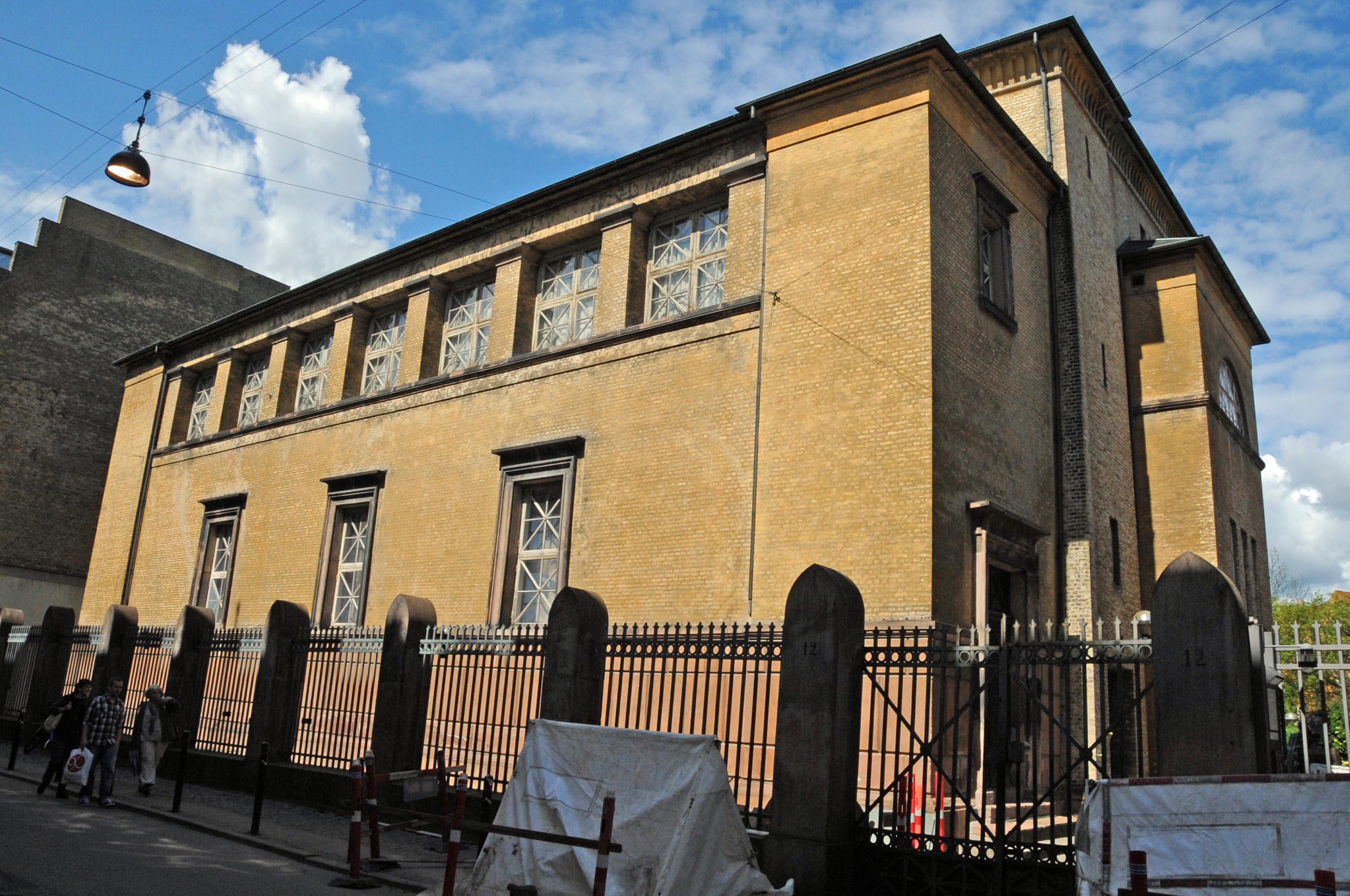
کنیسه بزرگ کپنهاگ (۲۰۰۹).

اولین بمب در دفاتر شرکت هواپیمایی نورت‌وست ایرلاینز، تنها شرکت هواپیمایی آمریکایی با دفاتر در کپنهاگ، در ساعت ۱۰:۲۰ منفجر شد. ده دقیقه بعد، در ساعت ۱۰:۳۱، کنیسه بزرگ کپنهاگ، قدیمی‌ترین کنیسه در اسکاندیناوی، و خانه سالمندان «مایرز مینه» در همسایگی آن با انفجار دیگری مورد حمله قرار گرفتند.
علاوه بر این، حداقل یک بمب منفجر نشده توسط پلیس پیدا شد. یکی از بمب‌های منفجر نشده در یک کیف پرواز نورت‌وست ایرلاینز که از بندرگاه نیهاون بیرون کشیده شده بود، پیدا شد. شش خارجی برای مدت کوتاهی توسط پلیس بازداشت شدند، برخی از آنها تلاش کرده بودند با قایق هیدروفویل ۴۰ دقیقه‌ای به سوئد بروند. یک بمب مشکوک دیگر توسط عکاسان خبری گزارش شد که در حیاط کاخ کریستینسبورگ، جایی که پارلمان دانمارک تشکیل جلسه می‌دهد، پیدا شده است.
نخست‌وزیر دانمارک، پل اشلوتر، ابراز «تأسف کرد که اکنون تجربه می‌کنیم که دانمارک نیز مورد حمله فعالیت‌های تروریستی قرار گرفته است»، و گفت که «ما برای سال‌ها از این امر در امان بودیم، در حالی که مردان و سازمان‌های بی‌وجدان مرگ و ویرانی را در کشورهای دیگر اروپایی گسترش داده‌اند».

## مسئولیت
سازمان جهاد اسلامی وابسته به حزب‌الله با دفترهای آسوشیتد پرس در بیروت تماس گرفت و مسئولیت حملات را بر عهده گرفت و اعلام کرد که دانمارک هدف قرار گرفته است زیرا در حملات قبلی مورد حمله قرار نگرفته بود. با این حال، بسیاری از کارشناسان معتقدند که حزب‌الله در این رویداد «فرصت‌طلبانه» عمل کرده است.
ابو طلب، یکی از عاملان، عضو سازمان آزادی‌بخش فلسطین و جبهه نبرد خلق فلسطین، هر دو گروه ملی‌گرای فلسطینی بود. برخی کارشناسان حملات را به جبهه مردمی برای آزادی فلسطین - فرماندهی کل، یک سازمان ملی‌گرای فلسطینی که یکی از اعضای آن در سوئد دستگیر شده بود، مرتبط دانستند. جبهه نبرد خلق فلسطین نیز به عنوان مسئول حملات متهم شده است.
در سال ۲۰۰۰، در جریان محاکمه بمب‌گذاری پرواز شماره ۱۰۳ پان‌آم، طلب ادعا کرد که خواهرزنش مستقیماً توسط نخست‌وزیر اسرائیل، ایهود باراک، در اسرائیل به ضرب گلوله کشته شده است. همچنین ذکر شده است که طلب با هر دو جبهه مردمی برای آزادی فلسطین - فرماندهی کل و جبهه نبرد خلق فلسطین که هر دو در زمان بمب‌گذاری به انجام حملات تروریستی شناخته شده بودند، ارتباط داشته است. این، همراه با اینکه هر چهار نفری که برای بمب‌گذاری دستگیر شده بودند فلسطینی بودند، نشان می‌دهد که حمله به انگیزه ملی‌گرایی فلسطینی انجام شده است.

## تحقیق و محاکمه
اگرچه از همان ابتدا نشانه‌ها به سمت سوئد اشاره داشتند، اما پیشرفت در تحقیقات تا سال ۱۹۸۸ حاصل نشد، زمانی که مارتن ایماندی در رادبیهاون در حالی که سعی داشت سه نفر را از طریق دانمارک قاچاق کند، دستگیر شد. پلیس اثر انگشت او را گرفت که با اثر انگشت موجود در بمب چمدانی پیدا شده در نیهاون مطابقت داشت. پلیس در اوپسالا، سوئد، پس از آن سه مظنون دیگر را دستگیر کرد. چهار مرد، همگی فلسطینی، در سوئد محاکمه شدند.
یکی از مظنونان، محمود مغربی، در نهایت به حملات اعتراف کرد. او خود سعی کرده بود بمبی را در دفاتر شرکت هواپیمایی اسرائیلی ال عال منفجر کند، اما قبل از شناسایی، مجبور شد بمب را خنثی کرده و آن را در اقیانوس در بندر نیهاون بیندازد. بمب ۱۵ کیلوگرمی، که قوی‌ترین بمب از سه بمب بود، توسط پلیس بازیابی شد که همراه با گواهی مغربی، بینات کلیدی در محاکمه بود.
ایماندی و ابو طالب در دسامبر ۱۹۸۹ به عنوان عاملان اصلی بمب‌گذاری‌ها به حبس ابد محکوم شدند. محمود مغربی و برادرش مصطفی به ترتیب به شش و یک سال زندان به دلیل همدستی در حملات در سال‌های ۱۹۸۵ و ۱۹۸۶، از جمله بمب‌گذاری‌ها در استکهلم و آمستردام، محکوم شدند.